# Hej, czy nie wiecie
Hej, czy nie wiecie – piosenka zespołu Kult stworzona w 1983 roku, nagrana i wydana na albumie Posłuchaj to do ciebie w 1987 roku. Melodia do utworu została skomponowana przez Janusza Grudzińskiego, Kazika Staszewskiego i Piotra Wieteskę. Autorem słów do piosenki jest Kazik Staszewski.
W autobiograficznej książce Idę tam, gdzie idę dalej Staszewski podaje, że tytuł piosenki wymyślił tuż po tym, jak Janusz Grudziński zagrał motyw na instrumentach klawiszowych. Utwór został skomponowany w 1983 roku specjalnie na Festiwal Nowej Fali w Toruniu (w niektórych źródłach pojawia się błędna informacja, że utwór powstał w 1987). Pierwotnie utwór był wykonywany w trio. „Hej, czy nie wiecie” oraz „Religia wielkiego Babilonu” i „Wspaniała nowina” są jedynymi utworami wykonanymi na Festiwalu, które później trafiły na albumy Kultu. Początkowo „Hej, czy nie wiecie” miało trafić na debiutancki album Kultu, jednak utwór został zablokowany przez cenzurę. Ostatecznie piosenka trafiła na album Posłuchaj to do ciebie, wydany jesienią 1987, kilka miesięcy po debiutanckim albumie.
W źródłach pojawiają się informacje, że utwór jest protest songiem przeciwko władzom komunistycznym lub władzy autorytarnej w ogóle. Sam Staszewski podaje, że piosenka jest apelem do polityków w ogóle, a nie wyłącznie do władz komunistycznych. Utwór powstał pod wpływem kontaktów Staszewskiego ze świadkami Jehowy, za sprawą których muzyk twierdził, że władzę na świecie sprawuje Szatan, a po jego rządach zastanie Królestwo Boże.
Utwór zadebiutował na Liście przebojów Programu Trzeciego Polskiego Radia w notowaniu 270 z dnia 16 maja 1987 roku. Utrzymywał się na liście przez 12 notowań, 13 czerwca 1987 trafiła na szczyt listy.
Utwór został ponownie umieszczony na płycie Your Eyes.
W 2020 roku duet Cukier i Joanna „Ruda” Lazer z zespołu Red Lips nagrali nową wersję „Hej, czy nie wiecie”. Utwór został skomponowany w ramach protestu przeciwko zaostrzeniu przepisów dotyczących aborcji w Polsce.